# Джума-мечеть (Шемахы)
Джума́-мече́ть в Шемахе́ (азерб. Şamaxı Cümə Məscidi) — пятничная соборная мечеть, расположенная в городе Шемахы, на территории Азербайджана. Старейшая мечеть Кавказа после Дербентской Джума-мечети. Первоначальное здание мечети было построено Абу-Муслимом в 743 году, о чём сообщала надпись на стене мечети, выявленная в 1902 году.
Мечеть неоднократно ремонтировалась, особенно после землетрясений 1859 и 1887 гг. Сильно пострадала в результате разрушительного землетрясения 1902 года, после чего была восстановлена и реконструирована в 1905-1910 гг. по проекту архитектора Иосифа Плошко. Это белокаменное железо-бетонное строение с железными куполами также пострадало в результате пожара в ходе мартовских событий 1918 года. В советские годы не использовалась по назначению и была отремонтирована лишь в 1980 году. Капитальная реконструкция мечети состоялась в 2010-2013 гг. Мечети был возвращён её первоначальный облик с сохранением старого строения (боковых и задних стен, колонн фасада и пр.).
Проведённые на территории мечети археологические раскопки выявили несколько культурных слоёв, самый ранний из которых относится к VIII—X вв. В следующем слое были обнаружены остатки строений XI—XII вв. Верхний же культурный слой относится к XIV—XVII вв. и содержит остатки бассейна, облицованного камнем. В этом слое были выявлены водопроводные трубы, расходящиеся в разных направлениях.

## История мечети
Ныне существующая мечеть возведена на месте древней мечети арабского периода. Шемахинская Джума-мечеть была построена в 743 году и принадлежит к Ширванской архитектурной школе. По преданию, эта Джума-мечеть была построена Абу-Муслимом. Наряду с мечетью VIII века в городе Ахсу, эта мечеть является первым исламским сооружением на территории Азербайджана. Подобного рода мечети имели трёхчастное деление, в каждом из которых имелся свой михраб. Джума-мечеть находилась на центральной торговой площади. Некоторое время торговый и общественный центры города были расположены вблизи этой мечети. Рядом с мечетью располагалось медресе, являющаяся частью целого архитектурного комплекса. Близ Джума-мечети был двор, застроенный хорошими зданиями с множеством комнат и проходов. Арабский средневековый географ X века Шамсуддин аль-Мукаддаси описывая Шемаху, упоминал и мечеть:
Ширван — большой город на равнине. На базарной площади расположена мечеть джаме. По территории города протекает река.
Последующие археологические раскопки подтвердили существование жизни на этой территории с VIII века и предположение исследователей о древности шемахинской Джума-мечети.
Известно, что ещё в 1820 году мечеть находилась в довольно хорошей сохранности, и русским военным командованием было дано указание произвести обмеры и составить план этой мечети.
В 1848 году русский художник Григорий Гагарин сделал зарисовку мечети, на которой можно видеть трехчастное решение плана мечети с центральным куполом. Однако, по зарисовке нельзя было определить из какого материала были выполнены стены мечети. После выполнения этой зарисовки в 1859 и 1887 годах в Шемахе произошли сильные землетрясения, в результате которых мечеть сильно пострадала и была отремонтирована (в 1870 году реконструкцией мечети занимался азербайджанский архитектор, уроженец города Касым-бек Гаджибабабеков). В таком виде она стояла до 1902 года.
| |  |
| Вид мечети, разрушенной после землетрясения 1902 года. Фотограф Ю. С. Зелинский (на фотографии справа подпись «Джума мечеть простоявшая 800 лет в Шемахе») |  |

В 1902 году мечеть пострадала в результате очередного землетрясения, которым был разрушен почти весь город и погребено под его развалинами свыше 3000 жертв. В 1902 году инженер при Кавказском горном управлении принц Шах-Кули-мирза Каджар в составе особой комиссии для выяснения причин землетрясения прибыл из Тифлиса в Шемаху. В ходе проведенной работы им была исследована также пятничная мечеть города. По арабской надписи Шах-Кули-мирза определил год основания мечети: 126 год хиджры (743/744 г.). Основываясь в дальнейшем на этом факте, азербайджанский исследователь истории архитектуры Шамиль Фатуллаев называл Шемахинскую Джума-мечеть самой ранней мечетью Кавказа и Ближнего Востока после Дербентской соборной пятничной мечети, построенной в 733/734 году.
После землетрясения бакинский фотограф Юлиан Зелинский сделал ряд фотографий мечети с подписью «Джума мечеть простоявшая 800 лет в Шемахе». В 1926 году профессор В. М. Зуммер считал, что это здание уже вряд ли можно было бы считать Абу-Муслимовым, так как на фотографиях было видно как опрокинутые купола показывали свой металлический остов.
Тем не менее необычный план мечети, являющейся широкой и короткой, с расположенными рядом тремя отделениями, каждый из которых имел свой михраб, напоминал, по словам Зуммера такие же, раздавшиеся вширь, арабские планы. По предположениям Зуммера, последующие строения, вполне вероятно, повторяли планы первоначального.
Сохранившиеся архивные фотографии фиксировали состояние Джума-мечети после землетрясения 1902 года. На этих фотографиях видно, что к началу XX века купола мечети были одеты в железную кровлю. Несмотря на то, что в результате землетрясения памятник был разрушен частично, оставшиеся части также были сильно повреждены, что было видно на фотографиях. Значительные трещины на барабане центрального купола прослеживались особенно легко. Из-за своего аварийного состояния мечеть была разобрана и на ее месте по проекту архитектора Плошко в 1905—1910 гг. была построена новая мечеть.
Так, на месте совершенно разрушенной после землетрясения 1902 года мечети была построена новая белокаменная мечеть с железными куполами. Восстанавливанием мечети занимался бакинский архитектор польского происхождения Иосиф Плошко. Однако, строительство мечети не удалось закончить в связи с отсутствием больших материальных средств. Тем не менее был завершён общий объём сооружения без фланкирующих минаретов и центрального купола. Металлический каркас куполов был заказан в Варшаве. Эта мечеть была сожжена в 1918 году.
В 1918 году железо-бетонное здание мечети пострадало от пожара в ходе мартовских событий в Бакинской губернии.
Во времена СССР мечеть не использовалась по назначению и столкнулась с угрозой разрушения. В результате археологических раскопок 1971 года были обнаружены остатки древнего портала, представляющего собой главный вход на территорию двора мечети. В 1980 году по поручению первого секретаря ЦК Компартии Азербайджанской ССР Гейдара Алиева мечеть была отремонтирована. Согласно распоряжению Кабинета министров Азербайджанской Республики от 2 августа 2001 года шемахинская Джума-мечеть была объявлена архитектурным памятником истории и культуры национального значения.

Макет реконструированной мечети в Культурном центре Гейдара Алиева

В ноябре 2009 года президент Азербайджана Ильхам Алиев посетил мечеть и принял решение о её реставрации. В декабре этого же года Ильхамом Алиевым было подписано распоряжение о реставрации государственного историко-архитектурного памятника Джума мечеть в Шемахе. В марте 2010 года началась реконструкция мечети. Помимо этого были также отреставрированы старинные кельи, расположенные вокруг мечети. Медресе, кельи и надгробия, которые были найдены во дворе мечети в ходе археологических раскопок 70-80-х гг., были сохранены в первоначальном виде. Реставрация и реконструкция мечети проводилась с учётом традиций Ширванской архитектурной школы. Из-за расположения города в сейсмической зоне, фундамент мечети был основательно укреплен железобетонной конструкцией.
Были также отреставрированы вход в мечеть, средний большой, а также правый и левый купола, украшенные старинными орнаментами. В среднем зале мечети после реконструкции могут одновременно совершать богослужение 1500 человек. Двор мечети также был благоустроен, построены два бассейна, созданы шесть галерей. Было построено двухэтажное административное здание общей площадью 804 квадратных метра. На территории мечети были созданы конференц-зал и вспомогательные помещения. Также были построены библиотека и бытовое здание площадью 520 квадратных метров, где расположены 250-местный ритуальный зал и кухня.
17 мая 2013 года состоялось открытие капитально отреставрированной и реконструированной Джума мечети. В церемонии открытия мечети принял участие Президент Азербайджана Ильхам Алиев, а также муфтии народов Кавказа, послы мусульманских стран в Азербайджане, представители общественности и религиозные деятели Азербайджана.

## Архитектура

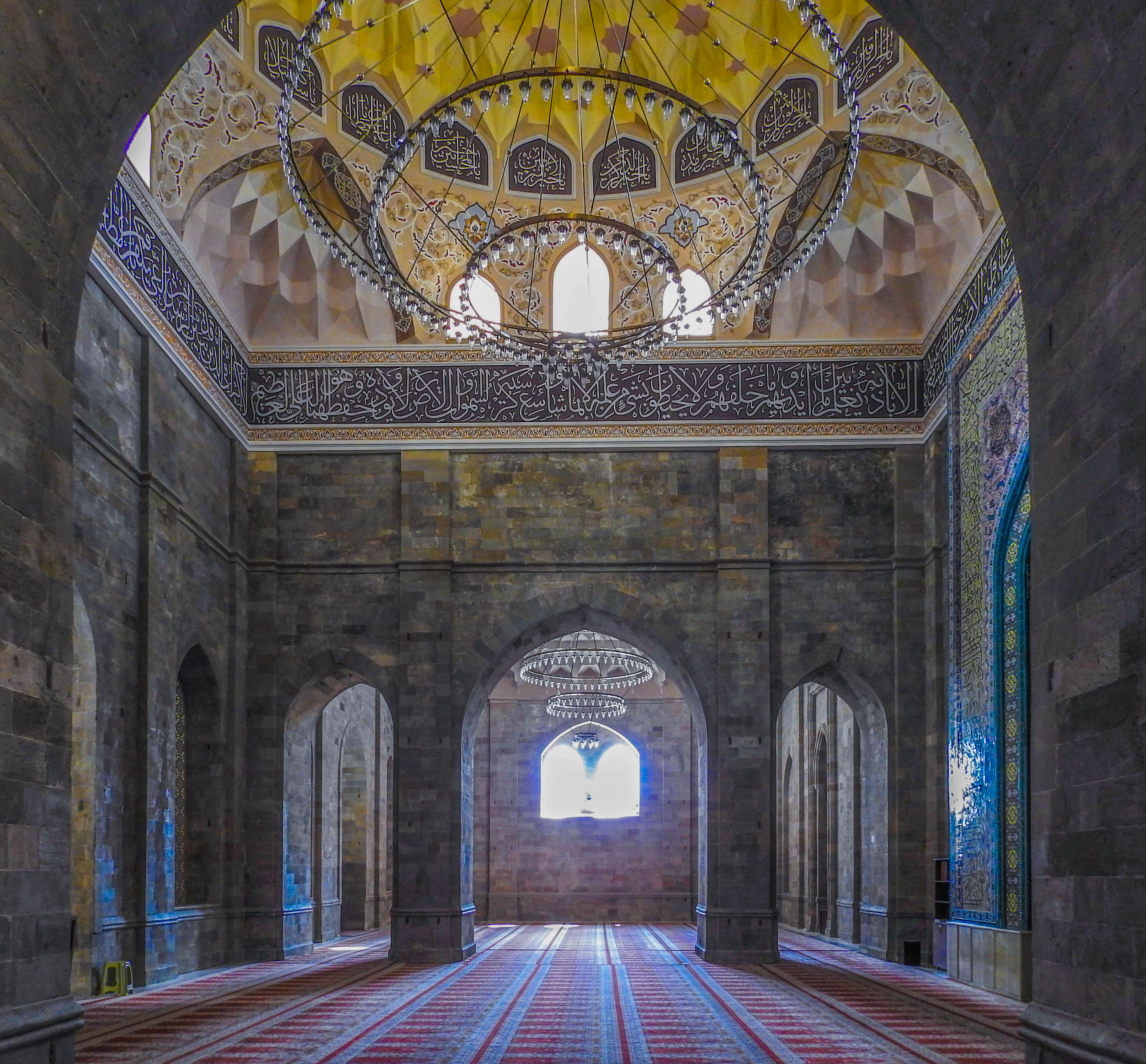
Интерьер мечети

В плане Джума-мечеть была разделена на три квадратных по форме зала. В каждом зале имелся свой михраб, что, по мнению искусствоведа Камиля Мамед-заде, было связано с тем, что в центральном наиболее парадном зале проходила служба для знати, а в боковых — для простого населения с женской и мужской половинами. Каждое отделение мечети перекрывалось куполом.
Такое членение мечети на три отдельных помещения с тремя михрабами, по словам профессора В. М. Зуммера, было характерно для мечетей арабского периода. Зуммер отмечал, что последующие строения мечети, в частности разрушенное в ходе землетрясения 1902 года здание, повторяли планы первоначального.

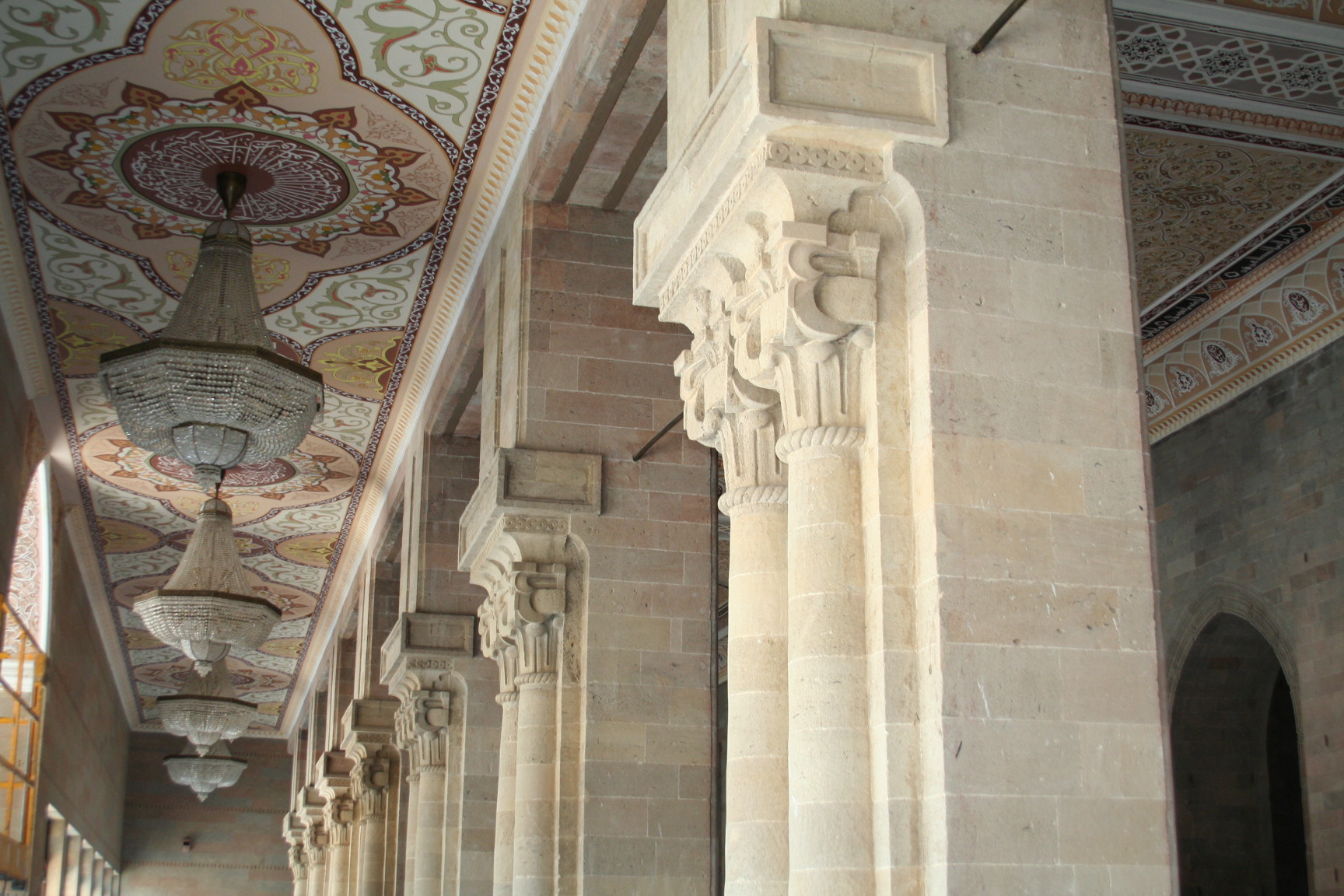
Внешние колонны старого здания мечети

Характерной особенностью построенной в 1910 году на месте разрушенной в 1902 году мечети также было её трёхчастное деление, каждое из которых было перекрыто куполом. Центральный молельный зал имел значительно большие размеры. В каждой части внутреннего пространства также имелся отдельный михраб. Такой трехнефный план был характерен для более раннего периода. Археологические исследования подтвердили, что во время постройки мечети её план оставался неизменным.
До реконструкции XXI века мечеть в плане представляла собой вытянутый прямоугольник размером 38 × 12,8 м. В настоящее время общая территория мечети составляет почти один гектар. Во время реставрационных работ 2010-2013 гг. мечети был возвращён её первоначальный вид. Высота воссозданных минаретов мечети составляет 36,4 метра. Иностранными специалистами была восстановлена фреска на потолках и на стенах мечети. Внешние колонны старого здания мечети были спрятаны внутри нового фасада. Боковые и задние стены мечети, которые меньше всего пострадали при землетрясениях и во время событий 1918 года, также были сохранены. На этих стенах заметно особое крепление камней специальным раствором на основе яиц, применявшееся несколько веков назад. Расположение окон, которые были построены так, чтобы при любом положении солнца в мечеть попадал свет, также было сохранено.

## Археологические исследования

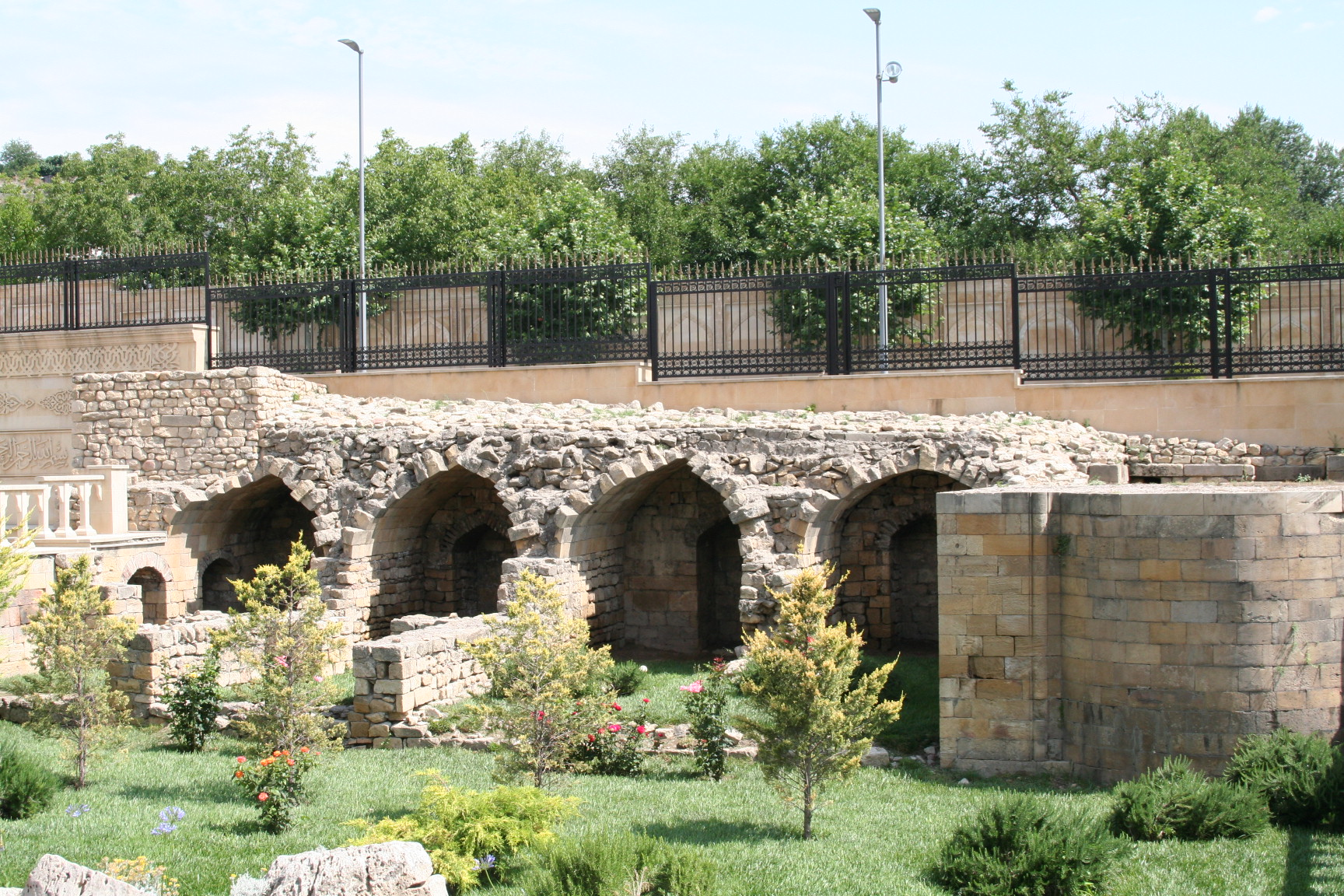
Остатки старых построек во дворе мечети

В ходе археологических раскопок во дворе Джума-мечети было выявлено несколько культурных слоёв. Целью раскопок было определение время существования на данной территории культовых построек, а также проверка того, насколько соответствует действительности предание о первоначальной постройке мечети в VIII веке. Наиболее древний слой на территории двора мечети толщиной до 1 м относится к VIII—X вв. Здесь были обнаружены фрагменты глазурованной керамики с росписью ангобом и марганцем, что было характерно для данного периода.
В следующем слое были обнаружены остатки строений XI—XII вв. Среди материалов этого слоя были найдены обломки изразцов голубого цвета, аналогичные изразцам, которые были выявлены на многих средневековых культовых постройках Азербайджана. На основании этих изразцов, археолог Гусейн Джидди приходит к выводу о том, что здесь существовало культовое сооружение не позже XII века.
Верхний культурный слой мощностью 1 м относится к XIV—XVII вв. и содержит остатки бассейна, облицованного камнем. В этом слое были выявлены водопроводные трубы, расходящиеся в разных направлениях.